# Scotostena lugens
Scotostena lugens är en fjärilsart som beskrevs av George Francis Hampson 1910. Scotostena lugens ingår i släktet Scotostena och familjen nattflyn. Inga underarter finns listade.